# San Gregorio da Sassola
San Gregorio da Sassola – miejscowość i gmina we Włoszech, w regionie Lacjum, w prowincji Rzym.
Według danych na rok 2004 gminę zamieszkiwało 1445 osób, 41,3 os./km².

## Miasta Partnerskie
- Hammonton USA